# Współczesna Gospodarka
Współczesna Gospodarka – elektroniczne czasopismo naukowe otwartego dostępu wydawane przez Uniwersytet Gdański, Instytut Transportu i Handlu Morskiego w Sopocie.

## Znaczenie i treści
W czasopiśmie publikowane są:
- Artykuły naukowe o problemach współczesnej ekonomii, w szczególności związane z gospodarką elektroniczną, globalną oraz morską.
- Studia przypadków (case studies).
- Recenzje książek oraz artykułów z krajowych i zagranicznych czasopism naukowych.
- Wyniki i komunikaty z badań naukowych.
- Informacje z konferencji naukowych.

Kwartalnik znajduje się w wykazie czasopism naukowych prowadzonym przez Ministra Edukacji i Nauki z przyznaną liczbą 70 punktów.
Czasopismo indeksowane jest w bazach: The Central European Journal of Social Sciences and Humanities, Index Copernicus, BazEkon, Directory of Open Access Journals.

## Komitet redakcyjny
- dr Jacek Grodzicki – redaktor naczelny,
- dr Olga Dębicka – redaktor sekcji gospodarka elektroniczna,
- mgr Jakub Jankiewicz – redaktor sekcji gospodarka globalna,
- dr Ernest Czermański – redaktor sekcji gospodarka morska,
- mgr Anna Galik – redaktor sekcji zarządzanie i ekonomia,
- mgr Michał Żynda – redaktor techniczny,
- mgr Maksymilian Biniakiewicz – redaktor językowy – język polski,
- mgr Sebastian Macieja – redaktor językowy – język angielski,
- dr Anna Pawłowska – redaktor statystyczny.

## Rada naukowa
- Prof. dr. Karl-Heinz Breitzmann (Baltic Institute of Marketing, Transport and Tourism at the University of Rostock, Niemcy)
- Prof. zw. dr hab. Andrzej S. Grzelakowski (Akademia Morska w Gdyni)
- Prof. Arup Varma (Loyola University of Chicago, Stany Zjednoczone)
- Prof. zw. dr hab. Bohdan Jeliński (Uniwersytet Gdański)
- Prof. zw. dr hab. Bernard F. Kubiak (Uniwersytet Gdański)
- Prof. zw. dr hab. Jerzy Kujawa (Uniwersytet Gdański)
- Prof. dr. dr. h. c. Willem T. M. Molle (Uniwersytet Erazma w Rotterdamie, Holandia)
- Prof. dr. sc. Edna Mrnjavac (Uniwersytet w Rijece, Chorwacja)
- Prof. dr. Theo Notteboom (Uniwersytet w Antwerpii, Belgia)
- Prof. dr. sc. Nadia Pavia (Uniwersytet w Rijece, Chorwacja)
- Prof. dr. sc. Nikołaj T. Primaczow (Odessa National Maritime Academy, Ukraina)
- Prof. Michael Roe (University of Plymouth, Wielka Brytania)
- Dr. Natalja W. Smorodinskaja (Institute of Economics of the Russian Academy of Sciences, Rosja)